# Caleb Ewan
Caleb Ewan (* 11. července 1994) je bývalý australský profesionální silniční cyklista jezdící za UCI WorldTeam Team Jayco–AlUla. Ewan je vynikající sprinter a podobně jako Mark Cavendish má podobný styl sprintování, při němž má extrémně nízkou pozici, díky čemuž má významnou aerodynamickou výhodu oproti soupeřům.

## Kariéra

### Začátky
Ewan se narodil v Novém Jižním Walesu korejské matce a australskému otci. Jezdit na kole začal v 8 letech, inspirací mu byl jeho otec, jenž také závodil na kole. První závody odjel ve věku 10 let. V roce 2010 se stal národním juniorský šampionem. Následující rok vyhrál několik disciplín na juniorském dráhovém mistrovství Austrálie a stal se juniorským mistrem světa v omniu.

### Orica–GreenEDGE (2014–2018)
Ewan podepsal v říjnu 2013 dohodu s týmem Orica–GreenEDGE, s nímž se dohodl na tom, že se k týmu připojí jako stážista v srpnu 2014 a jako profesionál v říjnu téhož roku. Na začátku srpna 2014 se Ewan s australským národním týmem zúčastnil silničního závodu na Hrách Commonwealthu 2014. Jeho týmoví kolegové se snažili závod kontrolovat, aby se Ewan dostal do závěrečného sprintu, ale to se jim nedařilo. Poté, co se sám pokusil stíhat vedoucí skupinu 3 závodníků, odpadl a závod dokončil jako poslední, na dvanáctém místě ze 140 startujících, se ztrátou přes 11 minut na Gerainta Thomase z Walesu.
Svá první profesionální vítězství Ewan získal na začátku roku 2015 v etapách 2 a 3 závodu Herald Sun Tour. O měsíc později získal své další profesionální vítězství ve třetí etapě závodu Tour de Langkawi. Také se stal lídrem celkového pořadí. Toto vedení si sice neudržel, ale podařilo se mu vyhrát bodovací soutěž. Ewan se zúčastnil Vuelty a España 2015, kde vyhrál pátou etapu, ale ze závodu musel odstoupit po desáté etapě.
V sezóně 2016 dosáhl Ewan na svá první vítězství na Tour Down Under, kde vyhrál první a následně i šestou etapu. Další vítězství na australské půdě si připsal na Herald Sun Tour, kde vyhrál druhou etapu. Ewan se později téhož roku zúčastnil Gira d'Italia, ale ze závodu odstoupil v průběhu třinácté etapy bez jakéhokoliv úspěchu. Gira se zúčastnil i v roce 2017, kde zvítězil v sedmé etapě ve fotofiniši proti Fernandu Gaviriovi.

### Lotto–Soudal (2019–2023)
V srpnu 2018 bylo oznámeno, že Ewan podepsal víceletý kontrakt s UCI WorldTeamem Lotto–Soudal od sezóny 2019.
Na Tour Down Under 2019 Ewan původně vyhrál pátou etapu, ale později byl odsunut na 83. místo poté, co se ukázalo, že ve finiši svou hlavou strkal do Jaspera Philipsena. Na Giru d'Italia 2019 Ewan vyhrál osmou a jedenáctou etapu. V červenci téhož roku se Ewan zúčastnil Tour de France. V jedenácté etapě porazil v těsném sprintu Dylana Groenewegena a získal své první etapové vítězství na Tour de France. Ewan pak vyhrál ještě šestnáctou etapu s cílem v Nîmes, kde těsně porazil Eliu Vivianiho, a také poslední, dvacátou první etapu v Paříži na bulváru Champs-Élysées.
Ewan si před sezónou 2021 stanovil cíl vyhrát v jeden rok alespoň jednu etapu na každé ze 3 cyklistických Grand Tours. Svou sezónu 2021 začal Ewan na UAE Tour, kde vyhrál poslední etapu ve sprintu proti Samu Bennettovi. Po odstoupení z Tirrena–Adriatica kvůli nemoci získal Ewan druhé místo na monumentu Milán – San Remo v hromadném sprintu proti obhájci vítězství Woutu van Aertovi. Ewan se následně zúčastnil Gira d'Italia, kde se mu povedlo vyhrát etapy 5 a 7. Po sedmé etapě se též stal lídrem bodovací soutěže, avšak hned následující den z Gira odstoupil kvůli bolesti v kolenu.
Na Tour de France 2022 získal Ewan ocenění "lanterne rouge" pro posledního závodníka v celkovém pořadí. Na vítězného Jonase Vingegaarda ztratil v průběhu závodu přes 5 hodin.

### Team Jayco–AlUla (2024–)
V říjnu 2023 bylo oznámeno, že Ewan podepsal dvouletý kontrakt s UCI WorldTeamem Team Jayco–AlUla od sezóny 2024.

## Hlavní výsledky

### Silniční cyklistika
2010
Národní šampionát
 vítěz silničního závodu juniorů
2011
Národní šampionát
3. místo časovka juniorů
2012
Národní šampionát
 vítěz časovky juniorů
2. místo silniční závod juniorů
vítěz Gent–Menen
Regio-Tour Juniors
vítěz 4. etapy
Lutych–La Gleize
vítěz etapy 2b
Mistrovství světa
 2. místo silniční závod juniorů
2. místo Trofeo Comune di Vertova
2. místo Trofeo Emilio Paganessi
Keizer der Juniores
3. místo celkově
2013
vítěz Gran Premio Palio del Recioto
vítěz La Côte Picarde
Thüringen Rundfahrt der U23
 vítěz bodovací soutěže
vítěz etap 4 a 7
Tour de l'Avenir
vítěz etap 1 a 2
Tour Alsace
vítěz 2. etapy
3. místo Gran Premio Industrie del Marmo
Mistrovství světa
4. místo silniční závod do 23 let
8. místo Trofeo Piva
2014
Národní šampionát
 vítěz silničního závodu do 23 let
Tour de l'Avenir
vítěz 2. etapy
Mistrovství světa
 2. místo silniční závod do 23 let
2. místo Trofeo Città di San Vendemiano
6. místo Trofeo Piva
2015
Tour de Korea
 celkový vítěz
 vítěz bodovací soutěže
 vítěz soutěže mladých jezdců
vítěz etap 2, 3, 5 a 7
vítěz Vuelta a La Rioja
Tour de Langkawi
 vítěz bodovací soutěže
vítěz etap 3 a 6
Herald Sun Tour
vítěz etap 2 a 3
Vuelta a España
vítěz 5. etapy
Národní šampionát
2. místo silniční závod
2016
vítěz EuroEyes Cyclassics
Tour Down Under
vítěz etap 1 a 6
Tour of Britain
vítěz 8. etapy
Herald Sun Tour
vítěz 2. etapy
2017
Tour Down Under
 vítěz sprinterské soutěže
vítěz etap 1, 3, 4 a 6
Tour of Britain
vítěz etap 1, 3 a 6
Tour de Yorkshire
 vítěz bodovací soutěže
Giro d'Italia
vítěz 7. etapy
Tour de Pologne
vítěz 4. etapy
Abú Dhabí Tour
vítěz 4. etapy
10. místo Milán – San Remo
2018
vítěz Clásica de Almería
Tour Down Under
vítěz 2. etapy
Tour of Britain
vítěz 8. etapy
2. místo Milán – San Remo
Národní šampionát
4. místo silniční závod
2019
vítěz Brussels Cycling Classic
Tour de France
vítěz etap 11, 16 a 21
lídr  po 1. etapě
Giro d'Italia
vítěz etap 8 a 11
Kolem Turecka
vítěz etap 4 a 6
UAE Tour
vítěz 4. etapy
Ster ZLM Toer
vítěz 4. etapy
2. místo Cadel Evans Great Ocean Road Race
2. místo EuroEyes Cyclassics
2020
vítěz Scheldeprijs
Tour de France
vítěz etap 3 a 11
Tour Down Under
vítěz etap 2 a 4
UAE Tour
 vítěz bodovací soutěže
vítěz 2. etapy
Tour de Wallonie
vítěz 1. etapy
2. místo Milán–Turín
7. místo Cadel Evans Great Ocean Road Race
2021
Giro d'Italia
vítěz etap 5 a 7
lídr  po 7. etapě
Kolem Belgie
 vítěz bodovací soutěže
vítěz etap 3 a 4
Benelux Tour
vítěz 5. etapy
UAE Tour
vítěz 7. etapy
2. místo Milán – San Remo
2022
vítěz Grand Prix de Fourmies
Kolem Turecka
vítěz etap 1 a 6
Tirreno–Adriatico
vítěz 3. etapy
Deutschland Tour
vítěz 1. etapy
Saudi Tour
vítěz 1. etapy
Tour des Alpes-Maritimes et du Var
vítěz 1. etapy
2. místo Kuurne–Brusel–Kuurne
2. místo Elfstedenronde
2. místo Kampioenschap van Vlaanderen
2023
vítěz Grote Prijs Marcel Kint
2. místo Grote Prijs Jean-Pierre Monseré
2. místo Ronde van Limburg
2. místo Elfstedenronde
6. místo Cadel Evans Great Ocean Road Race
8. místo Scheldeprijs
2024
Kolem Ománu
vítěz 1. etapy

#### Výsledky na Grand Tours
| Grand Tour      | 2015 | 2016 | 2017 | 2018 | 2019 | 2020 | 2021 | 2022 | 2023 | 2024 |
| --------------- | ---- | ---- | ---- | ---- | ---- | ---- | ---- | ---- | ---- | ---- |
| Giro d'Italia   | —    | DNF  | DNF  | —    | DNF  | —    | DNF  | DNF  | —    | 120  |
| Tour de France  | —    | —    | —    | —    | 132  | 144  | DNF  | 134  | DNF  |      |
| Vuelta a España | DNF  | —    | —    | —    | —    | —    | —    | —    | —    |      |

| —   | Nezúčastnil se |
| JS  | Jede se        |
| DNF | Nedokončil     |

#### Kritéria
2012
Mitchelton Wines Bay Classic
2. místo celkově
vítěz etap 2 a 4
2013
Mitchelton Wines Bay Classic
 celkový vítěz
vítěz 1. etapy
2014
Mitchelton Wines Bay Classic
3. místo celkově
vítěz 4. etapy
3. místo Down Under Classic
2015
Mitchelton Wines Bay Classic
 celkový vítěz
vítěz etap 1, 2 a 3
Národní šampionát
2. místo kritérium
2016
Národní šampionát
 vítěz kritéria
Mitchelton Wines Bay Classic
 celkový vítěz
vítěz etap 1, 2 a 4
vítěz Down Under Classic
2017
Národní šampionát
 vítěz kritéria
vítěz Down Under Classic
Mitchelton Wines Bay Classic
3. místo celkově
vítěz 3. etapy
2018
Národní šampionát
 vítěz kritéria
3. místo Down Under Classic
2019
vítěz Down Under Classic
Bay Classic Series
2. místo celkově
vítěz etap 2 a 3
2020
vítěz Down Under Classic
2023
vítěz Down Under Classic
2024
Národní šampionát
 vítěz kritéria

### Dráhová cyklistika
2011
Mistrovství světa juniorů
 vítěz omnia
Národní šampionát juniorů
 vítěz omnia
 vítěz bodovacího závodu
 vítěz madisonu
2. místo týmová stíhačka
3. místo scratch
2012
Mistrovství Oceánie juniorů
 2. místo individuální stíhačka
Národní šampionát juniorů
2. místo madison
2. místo bodovací závod
3. místo scratch
3. místo týmová stíhačka
2013
Národní šampionát
2. místo týmová stíhačka